# Квинт Курций Руф
Квинт Курций Руф (на латински: Quintus Curtius Rufus) e римски историк през 1 век, който пише историята на Александър Велики (Historiae Alexandri Magni Macedonis), в десет книги на латински. Първите две книги са загубени, от книгите 3, 5, 6 и 10 липсват части.
Квинт Курций Руф вероятно живее по времето на император Клавдий или Веспасиан.

## Издания на книгите
- Q. Curtius Rufus: Historiae (= Bibliotheca scriptorum Graecorum et Romanorum Teubneriana 2001). hrsg. Carlo M. Lucarini, de Gruyter, Berlin/New York 2009, ISBN 978-3-11-020116-1
- Q. Curtius Rufus: Geschichte Alexanders des Großen. Lateinisch und deutsch. Holger Koch, Christina Hummer, 2 Bände, Wissenschaftliche Buchgesellschaft, Darmstadt 2007, ISBN 978-3-534-18643-3
- Quintus Curtius Rufus: Alexandergeschichte. Die Geschichte Alexanders des Großen. Johannes Siebelis, Phaidon, Essen/Stuttgart 1987, ISBN 3-88851-036-8.
- Curtius Rufus: Histories of Alexander the Great. Book 10. John C. Yardley, J. E. Atkinson, Oxford University Press, Oxford/New York 2009, ISBN 0-19-955762-4.